# クロスアビリティズ
株式会社クロスアビリティズは、人材育成、社員教育、認定職業訓練などを行う株式会社である。福岡県福岡市中央区に本社を置く。

## 概要
平成18年10月　法人設立　天神一丁目に45人収容（半年後に20人、25人に分ける）の教室を作成。職業訓練、貸し会議室を作る。
平成25年5月　現在の場所にうつる。（30人、25人の教室）
平成29年11月　CBTテストセンター開設

株式会社クロスアビリティズは、公共職業訓練、就業支援、人財紹介、レンタル教室を行っています。
職業訓練運営管理・人財紹介、貸し会議室（レンタル教室）
キャリアコンサルタント養成講座

参加協会
ＮＰＯ 九州キャリア・コンサルタント協会
（一社）福岡県中小企業家同友会
福岡商工会議所
春日市商工会
ソロプチミスト　福岡ー北
一般社団法人公益資本主義推進協議会

## 所在地
〒810-0001　福岡県福岡市中央区天神2-14-38　伊藤ビル３階